# Christopher Wesley
Christopher Wesley, né le 23 juin 1987 à Nuremberg, est un joueur de hockey sur gazon allemand. Il est champion olympique 2012 et champion d'Europe en 2011.

## Palmarès

### Jeux olympiques
- Jeux olympiques d'été de 2012 à Londres
  -  Médaille d'or.
- Jeux olympiques d'été de 2016 à Rio de Janeiro
  -  Médaille de bronze.

### Championnat d'Europe
- Championnat d'Europe de 2009 à Amstelveen
  -  Médaille d'argent.

- Championnat d'Europe de 2011 à Mönchengladbach
  -  Médaille d'or.

## Champions Trophy
- Champions Trophy de 2014 à Bhubaneswar
  -  Médaille d'or.